# 马达加斯加议会
马达加斯加议会（法語：Parlement de Madagascar）是马达加斯加的国家立法机关。马达加斯加议会实行两院制，由参议院和国民议会组成。每届议会任期5年。